# Sněhulka
Sněhulka je fiktivní postava z amerického animovaného seriálu Simpsonovi. Jedná se o kočku rodiny Simpsonových.

## Sněhulka I.
Sněhulka I. byla první kočkou rodiny Simpsonových. Poprvé byla zmíněna v prvním dílu seriálu Vánoce u Simpsonových ve vánočním dopise, který píše Marge a ve kterém vysvětluje, že Sněhulka toho roku zemřela a odešla do „kočičího nebe“. Sněhulka dostala jméno díky své bílé srsti. Sněhulka byla podle Lízy v básni přejeta Chryslerem patřícím bratrovi starosty Quimbyho Clovisovi. Je vidět během Bartovy jízdy po eskalátorech do nebe v epizodě 2. řady Bartova srážka s autem a v retrospektivě dílu 9. řady Lízin saxofon. Bart se ji neúspěšně pokouší oživit ve Speciálním čarodějnickém dílu 4. řady.

## Sněhulka II.
Sněhulka II. byla druhá kočka rodiny Simpsonových. Ačkoli Sněhulka I. měla bílou srst, což inspirovalo její jméno, Sněhulka II. má srst černou. Poprvé se objevila v prvním dílu seriálu Vánoce u Simpsonových, ale v seriálu se jí dostalo jen málo pozornosti. Sněhulka II. a Spasitel byli vždy zobrazováni jako zvířata s dobrým vztahem; obvykle jsou vidět, jak spí blízko sebe. Největší roli má Sněhulka II. ve 14. řadě v dílu Starý zbabělec, ve kterém zachrání Homera z hořícího domku na stromě. Menší role má také v epizodách Bart dostane slona, kde se snaží získat pozornost, v dílu Dva tucty a jeden chrt, kde se bojí mnoha štěňat, a v epizodě Dejte Líze pokoj, v níž má Líza halucinaci, při níž se z ní stane Sněhulka II.
V dílu Já, robot Sněhulka II. umírá, když ji přejede doktor Dlaha svým autem. Je pohřbena na zahradě Simpsonových vedle Sněhulky I.

## Sněhulka III., Coltrane a Sněhulka V.
Po smrti Sněhulky II. si Líza v dílu Já, robot adoptuje zrzavého kocoura, kterého pojmenuje Sněhulka III. Ten se ale utopí v akváriu. Líza tak v útulku hledá nového domácího mazlíčka, kterým se stává kočka Coltrane. Ta ovšem vyskočí z okna, když jí Líza hraje na saxofon. Majitelka kočičího útulku odmítá dát Líze další kočky, nicméně Kočičí dáma po Líze hodí kočku, která se silně podobá Sněhulce II. Přestože se ji Líza snaží odehnat, protože se obává, že ji potká stejný osud jako předchozí kočky, přežije na ulici hrozící nehodu. Líza se tak rozhodne, že si kočku nechá, a oficiálně ji pojmenuje Sněhulka V.; rodina ji však nadále nazývá Sněhulkou II., aby zachovala status quo.
Sněhulka V. je středobodem podzápletky epizody 16. řady Vypráskaný práskač, v níž se stane obézní poté, co na krátkou dobu opustí Simpsonovy, aby navštívila jinou rodinu, ale brzy se zpět k rodině Simpsonových vrátí.